# Fran Novljan
Franjo (Fran) Novljan  (Novljani, Boljunsko Polje, 7. kolovoza 1879. – Zagreb, 12. siječnja 1977.), hrvatski prosvjetni djelatnik, narodni prosvjetitelj, andragog, esperantist, skupljač narodnog blaga.

## Životopis
Rođen u Novljanima. Na Sušaku išao u klasičnu gimnaziju. Ondje je osnovao đačko društvo Nova nada. U Beču studirao matematiku i fiziku. Tijekom studija 1901. s I. Ivančićem osnovao Istarski odbor Hrvatskoga akademskoga društva Zvonimir, a 1903. u Boljunu osnovao popularna predavanja za puk. Poslije studija jedno desetljeće, sve do izbijanja rata kad je mobiliziran u austro-ugarsku vojsku, predavao je matematiku i fiziku u Pazinu u privatnoj Ženskoj učiteljskoj školi i u Hrvatskoj gimnaziji Na njegov poticaj osnovana je 1907. u Pazinu gimnazijska ekstenzija (svojevrsno pučko učilište). Držao je javna predavanja u Narodnom domu, surađivao s Ferijalnim akademskim društvom »Istra«, radio u pazinskom Đačkom pripomoćnom društvu. Povratkom iz vojske 1918. godine uključio se u politiku i diplomaciju. sudionik osnivanja Narodnoga vijeća Slovenaca, Hrvata i Srba čiji je bio povjerenik u Zagrebu i Pragu. Članom izaslanstva na pariškoj mirovnoj konferenciji 1919. godine. Od Narodnog vijeća dobio je zadaću organizacije prihvata i smještaja izbjeglica iz Istre. Od 1920. predavao je u Zagrebu, zatim Bjelovaru, pa Novoj Gradišci. 1920. godine postao urednik zagrebačkog lista Radiše. U Novoj Gradišci je 1934. dao poticaj za djelovanje pučkoga sveučilišta. Iste godine je postao urednik novogradiške Sadašnjosti. Od 1939. je u Zagrebu gimnazijski ravnatelj. NDH ga je umirovila 1941. godine.
Istaknuti član i povjerenik Matice hrvatske za Istru.
Aktivni esperantist. Među utemeljiteljima Prosvjetnoga saveza, čiji je bio prvi tajnik.  Organizator esperantskih ustanova u Zagrebu. Surađivao je s esperantskim listovima i časopisima. Autor udžbenika esperanta Internacia lingvo esperanto i Esperanto en tridek lecionoj.
Prikupljanjem, zapisivanjem i opisivanjem etnografske građe na Boljunštini bavi se od mlade dobi. Rezultat rada je pored ostalog djelo Boljun, kmiečki život i už(a)nci. Pisao je u Našoj slozi, Narodnoj prosvjeti, Obzoru, Jutarnjem listu, Školskim novinama, La Studa Stelo i dr.
S Josipom Predavcem i Stjepanom Radićem napisao djelo Gospodarstvo, prosvjeta, politika i objavio ga u Zagrebu 1907. godine.